# César Milani
César Santos Gerardo del Corazón de Jesús Milani (Cosquín, Córdoba, 30 de noviembre de 1954) es un militar argentino en situación de retiro con el grado de teniente general. Fue el jefe del Estado Mayor General del Ejército (JEMGE) desde su designación el 3 de julio de 2013 hasta su relevo el 24 de junio de 2015.
Fue absuelto de culpa y cargo de  la desaparición, tortura y asesinato del soldado Alberto Ledo, además fue absuelto en otro juzgado por el secuestro y la tortura de Pedro Olivera y su hijo Ramón Alfredo. Estuvo detenido desde el 17 de febrero de 2017 por la desaparición forzada y tortura de Pedro y Ramón Olivera y Verónica Matta y liberado el 9 de agosto de 2019. También fue absuelto en un juicio por enriquecimiento ilícito. Pero la Cámara Federal de Casación Penal anuló la absolución, ordenándole al tribunal dictar una nueva sentencia, argumentando que esta "no resulta razonable" y que hubo pruebas que no fueron analizadas.

## Carrera
Efectuó sus estudios primarios en su ciudad natal, y los secundarios en el Liceo Militar «General Paz», en la ciudad de Córdoba. Una vez terminada la secundaria ingresó al Colegio Militar de la Nación el 21 de febrero de 1972. El 4 de diciembre de 1975 egresó de dicha academia con el puesto 63 de su promoción, con el grado de subteniente de Ingenieros, especializándose en el área de inteligencia. Su primer destino, fue el Batallón de Ingenieros de Construcciones 141.

### Oficial subalterno
Según el diario La Nación, fue destinado en comisión al Operativo Independencia durante 1976 en la provincia de Tucumán. Por otra parte, desde el Centro de Estudios Legales y Sociales (CELS) se dijo que en sus archivos no se encontró «ninguna prueba o referencia» sobre la participación de Milani en el Operativo Independencia y el fiscal de Tucumán, Pablo Camuña, dictaminó que «tras prolija y exhaustiva búsqueda efectuada en todas las denuncias obrantes en esta Unidad Fiscal, no arroja resultados ni respecto de Milani ni respecto de la presencia de su unidad militar en el terreno y en hechos delictivos».
Siendo Milani oficial subalterno, sirvió entre 1976 y 1978 en el Batallón de Ingenieros de Construcciones 141, con asiento en la provincia de La Rioja, para pasar posteriormente a la Compañía de Arsenales, donde prestó servicios hasta 1980.
Durante 1981 y 1982, cumplió funciones en la Compañía de Ingenieros Aerotransportada 4, en Córdoba. En 1983, según su legajo, cursó estudios en la Escuela de Inteligencia. Egresó en diciembre de ese año como oficial de inteligencia.
Durante el período 1984-1987, estuvo destinado al Batallón de Inteligencia 601, y en la Central de Reunión de Inteligencia Militar.
Realizó un curso en la Escuela Superior de Guerra para obtener el título de oficial de Estado Mayor durante los años 1988, 1989 y 1990.

### Oficial jefe
Siendo Mayor, fue jefe de la División Educación de la Escuela de Ingenieros, entre 1991 y 1992.
Durante 1993 y 1995, estuvo al frente del Batallón de Ingenieros de Combate 11, situado en Comandante Luis Piedrabuena, provincia de Santa Cruz.
De 1996 a 1998 sirvió en la Jefatura I – Personal del Estado Mayor General del Ejército. Los dos siguientes años, el teniente coronel César Milani fue destinado a la provincia de Neuquén, donde revistó como jefe del Batallón de Ingenieros de Combate de Montaña 6. En 2001 se desempeñó nuevamente en la Jefatura I – Personal del Estado Mayor General del Ejército.

### Oficial superior
En diciembre del mismo año fue promovido a coronel. De 2002 a 2005, el entonces coronel Milani hizo el Curso de Mandos Superiores en la Escuela Superior de Guerra y con posterioridad también realizó el Curso Superior de las Fuerzas Armadas en el Estado Mayor Conjunto. Fue destinado al Gabinete de Idiomas del Estado Mayor General del Ejército y luego sirvió al frente del Departamento Organizaciones Militares de Paz de la Jefatura III – Operaciones.
Fue destinado al Perú en calidad de agregado militar entre 2005 y 2006. En agosto de ese año fue puesto al frente de la subdirección de la Escuela Superior de Guerra.
En 2007, siendo Milani un coronel, fue puesto al frente de la Subdirección de Inteligencia del Estado Mayor del Ejército y el 31 de diciembre de 2007 de ese mismo año fue promovido a general de brigada. A César Milani se lo nombró director general de Inteligencia el 30 de enero de 2008. El 31 de diciembre de 2010 ascendió al grado de general de división. El 4 de enero de 2011 fue designado subjefe del Estado Mayor General del Ejército en reemplazo del general de división Eduardo A. Lugani.

### Titular del Ejército Argentino
El 3 de julio de 2013 la presidenta y comandante en jefe de las Fuerzas Armadas Cristina Fernández de Kirchner lo designó jefe de Estado Mayor del Ejército reemplazando al teniente general (R) Luis Pozzi en el marco de una renovación de las cúpulas de las Fuerzas Armadas que significó también el relevo del titular de la Armada, almirante (R) Daniel Martín por el del contralmirante Gastón Erice; del titular de la Fuerza Aérea, brigadier general (R) Normando Costantino por el brigadier mayor Mario Callejo; y del jefe del Estado Mayor Conjunto, brigadier general Jorge Alberto Chevalier por el general de brigada Luis María Carena. Fue la primera ceremonia conjunta de cambio de titular.
En la Subjefatura del Ejército asumió el general de brigada Rubén Oscar Ferrari.
Su nuevo cargo se sumó a la dirección general de Inteligencia que dirigía desde 2007.

### Pase a retiro
El 23 de junio de 2015, el teniente general César Milani, pidió formalmente su pase a retiro por «razones estrictamente personales», según lo informado oficialmente. El cargo que ocupaba Milani quedó en manos del general de división Ricardo Luis Cundom, quien fue designado por decreto presidencial.

## Críticas

### Ascenso de 2010
Durante 2010, cuando fue planteado su ascenso al grado de general de división, se lo acusó de haber formado parte del grupo de Carapintadas que en la Semana Santa de 1987 inició una sublevación.
En ese entonces, el Centro de Estudios Legales y Sociales señaló que tras revisar una nómina de militares que participaron en los alzamientos, elaborada por la Corte Suprema de Justicia de la Nación, que Milani no intervino en dichas asonadas. Mientras que el Ministerio de Defensa afirmó que hay imágenes televisivas en las que aparentemente Milani se estaría enfrentando a los militares insurrectos.
El diario La Nación afirmó que Milani consta recibió una sanción de ocho días de arresto por no cumplir órdenes de un superior, y aventura que se trataría por «no cumplir en tiempo y forma la orden de reprimir la sublevación».

### Ascenso de 2013

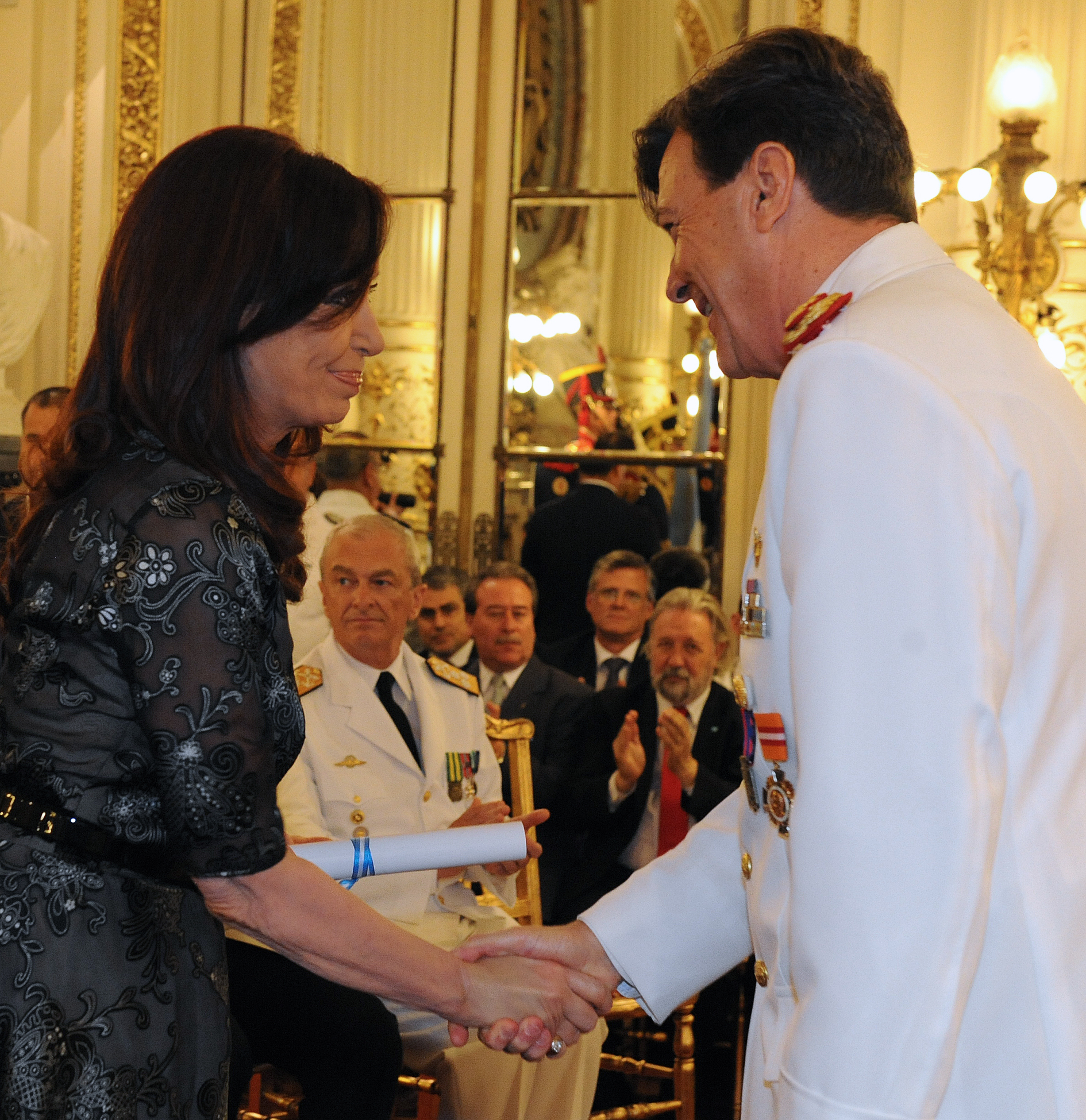
César Milani recibe el sable y el diploma de Teniente General de parte de Cristina Kirchner, el 19 de diciembre de 2013.

También fue centro de críticas cuando, en 2013, se planteó su ascenso a teniente general.
El Centro de Estudios Legales y Sociales (CELS), manifestaron su rechazo al pliego de ascenso al grado de teniente general propuesto para Milani por su presunta participación en delitos del Proceso de Reorganización Nacional. Tras lo cual, el gobierno nacional determinó posponer el debate de los pliegos de los jefes militares para diciembre, mes en el cual se determinan las promociones y pases a retiros en las Fuerzas Armadas.
Posteriormente, la Procuración General de la Nación giró al Senado, donde se analizan los pliegos de los ascensos de los militares en Argentina, un documento en el que expresa que César Milani «no se encuentra procesado en causas por violaciones a los Derechos Humanos ocurridas durante el terrorismo de Estado, ni tampoco reviste carácter de imputado, ni se ha solicitado su indagatoria».
El CELS impugnó su designación "por la denuncia del ex preso político Ramón Olivera por apremios ilegales y por la denuncia de haber participado en la desaparición del conscripto Ledo". El SERPAJ se opuso porque fue acusado de ser parte del Operativo Independencia iniciado en 1975, del Batallón 601 de Inteligencia del Ejército, y de haber actuado a favor de los carapintadas durante su alzamiento contra la democracia. La Comisión Provincial de la Memoria, presidida por Adolfo Pérez Esquivel sostuvo que la “evidencia acumulada es suficiente para considerar que Milani no puede ser parte de la conducción de las FF.AA”. También se opusieron las Madres de Plaza de Mayo Línea Fundadora y Madres de Plaza de Mayo de La Rioja.
Su ascenso, votado en el Senado con 39 votos a favor y 30 en contra, fue criticado por representantes de Organismos de Derechos Humanos y otras personalidades, como Nora Cortiñas, Adolfo Pérez Esquivel, Horacio González, Horacio Verbitsky, Madres de Plaza de Mayo de La Rioja, la Asociación de ex Detenidos-Desaparecidos, Madres de Plaza de Mayo Línea Fundadora, miembros de la APDH de Neuquén y de la Liga Argentina por los Derechos del Hombre. A su vez, fue apoyado por Hebe de Bonafini, Agustín Rossi, Madres de Plaza de Mayo, y Estela de Carlotto.
El informe sobre derechos humanos de Human Rights Watch hizo mención, en 2015, al hecho de que fuera designado a pesar de estar siendo investigado por la desaparición del conscripto.

## Denuncias judiciales

### Denuncia por encubrimiento de la desaparición de Alberto Ledo

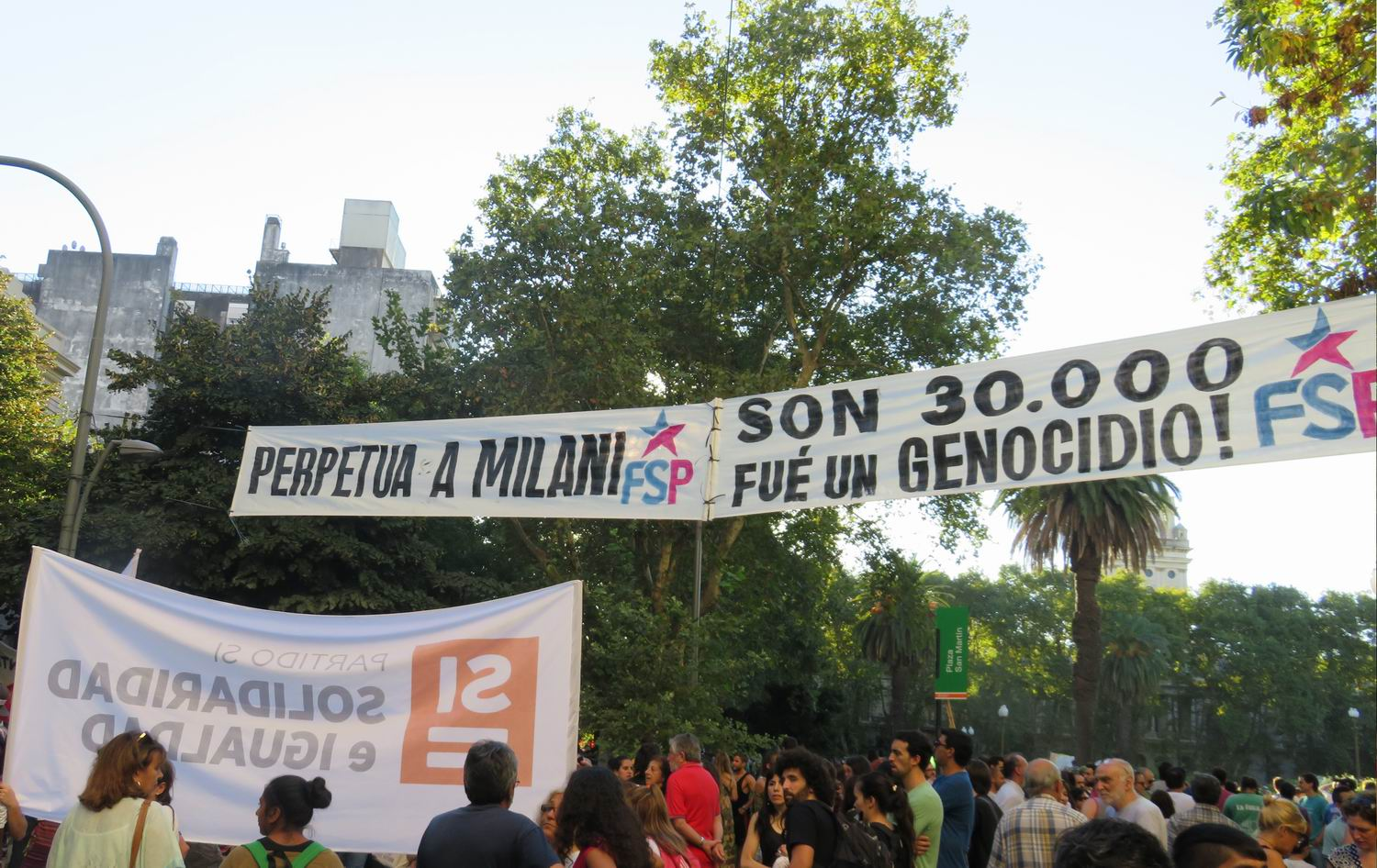
Marcha del FSP pidiendo cadena perpetua para Milani

El soldado conscripto Alberto Agapito Ledo, era un estudiante de Historia de 21 años, apodado «Flaco», que en mayo de 1976 había sido trasladado, junto a otros soldados, a la ciudad de Monteros, en Tucumán, a una Unidad de Operaciones Antiterroristas. El 17 de junio de 1976, luego de haber sido requerido por un superior para realizar unos operativos, Ledo desapareció; al día siguiente se ordenó retirar todas sus pertenencias de la unidad. Ante la desaparición de su hijo, Marcela Ledo —quien sería luego una de las fundadoras Madres de Plaza de Mayo de La Rioja— había pedido informaciones al Ejército en 1976 y fue informada verbalmente que su hijo había desertado.
Ellos aseveran la cercanía de “El Flaco” Ledo con Milani, lo cual demuestra que, cuanto menos, el actual Jefe del Ejército debería haber intentado proteger a su “secretario” personal”.
En junio de 2013, se vinculó a Milani con la desaparición de Ledo. Como respuesta, fuentes del Ejército afirmaron que nunca realizó una detención en la provincia de La Rioja y que nunca estuvo presente en un centro clandestino de detención. También desvincularon a Milani del episodio de la desaparición del soldado Ledo.
El diario Página 12 afirmó que Marcela Ledo nunca había mencionado a Milani en la denuncia por la desaparición de su hijo, sino que había acusado a otro militar, el capitán Alberto Sanguinetti. Por otra parte, desde el Centro de Estudios Legales y Sociales (CELS) se dijo que en sus archivos no se encontró «ninguna prueba o referencia» sobre la participación de Milani en el Operativo Independencia y el fiscal de Tucumán, Pablo Camuña, dictaminó que «tras prolija y exhaustiva búsqueda efectuada en todas las denuncias obrantes en esta Unidad Fiscal, no arroja resultados ni respecto de Milani ni respecto de la presencia de su unidad militar en el terreno y en hechos delictivos».
Luego, el propio Milani reconoció que, siendo subteniente, fue él quien firmó, «por azar», la falsa acta de "deserción" del soldado Ledo tras su desaparición.

«Cuando un soldado no se presentaba en cinco noches y cinco días, se hacían las actuaciones por deserción. En Tucumán se informó en aquel momento que Ledo había desertado. Es obvio que no fue así. Éramos cuatro subtenientes y nos tocaban los expedientes por azar para la firma».

Horacio Verbitsky afirma que, según el Código de Justicia Militar, el firmante debía esclarecer el hecho de la supuesta deserción de Ledo y que Esteban Sanguinetti había declarado que había encargado a Milani la investigación profunda del caso. Además agrega que era imposible que Milani desconociera la existencia de un Centro Clandestino de Detención en el Batallón 141 de Ingenieros, como declaró, porque allí era adonde el trasladaba a los detenidos y porque no solo se torturaba sino que a ese sitio también iban a preguntar los familiares por los secuestrados y todos estaban al tanto de eso. Verbistky resalta las contradicciones en el discurso de Milani sobre los hechos que dijo desconocer. En cambio, Juan José Salinas sostiene que se trata de «un compendio de mala fe de los medios hegemónicos» ya que «la responsabilidad primaria de la desaparición de Ledo jamás puede recaer en un subteniente» y «no parece pertinente acusarlo de haber cometido imprescriptibles delitos de lesa humanidad por cumplir órdenes que implicaran informar a sus superiores, detener a personas o trasladar presos de un lado para otro» ya que «no parece que haya un solo oficial del Ejército de la edad de Milani que haya podido sustraerse de ese clima de época y es muy poco factible que alguno haya podido eludir participar de un modo u otro de las operaciones "antisubversivas" ordenadas por sus mandos».
En diciembre de 2014, un fiscal federal de San Miguel de Tucumán, Carlos Brito, al considerar que había reunido las pruebas suficientes, solicitó al juez federal Daniel Bejas, que llame a Milani a indagatoria para que declare como imputado por la desaparición de Ledo. El juez Bejas, tras un fallo desfavorable de la Cámara de Casación, se excusó, por lo que la causa quedó a cargo del juez Poviña, que resolvió el procesamiento de Milani por el delito de "encubrimiento en concurso real con falsedad ideológica", en marzo de 2017.
El 30 de noviembre de 2019, Milani fue declarado absuelto de los cargos relacionados con la desaparición del soldado Ledo, mientras que el excapitán Esteban Sanguinetti fue condenado a 14 años de prisión por la misma causa.

### Denuncia por participación en los secuestros y torturas de Pedro y Ramón Olivera y Verónica Matta

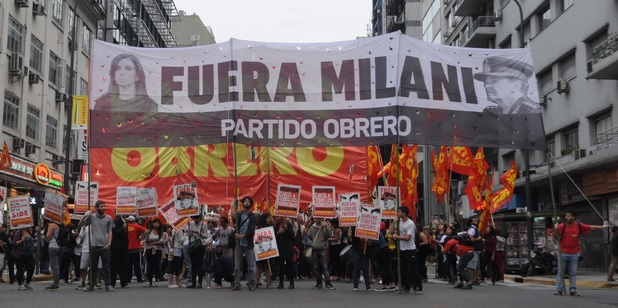
Movilización por la destitución de César Milani por su participación durante la última dictadura militar argentina.

En 1979, Ramón Alfredo Olivera denunció a Milani en la Justicia Federal de La Rioja. Milani aparecía en la lista de represores en el Nunca Más riojano desde 1984, año en que Olivera ratificó su denuncia. En el acta del testimonio brindado el 21 de agosto de 1984 por Ramón Alfredo Olivera ante la Comisión de Derechos Humanos de la provincia de La Rioja, Olivera había denunciado la participación de Milani en la detención de su padre, torturado en el Batallón de Ingenieros. También lo acusó de haberlo hostilizado cuando intentaba, el mismo Olivera, denunciar que había sido torturado.
El 14 de julio de 2013, el programa periodístico Periodismo para todos, presentó el testimonio de Ramón Olivera, quien había sido preso político en la provincia de La Rioja durante la dictadura militar. En dicho testimonio, Olivera señaló que en 1976, Milani lideró un operativo en el cual apresaron a su padre. También, el ex detenido afirma que Milani también participó en un interrogatorio con un juez donde fue amenazado, sometido a tormentos, se le prohibió mirar al rostro de quienes estaban a su alrededor y fue obligado a firmar un documento sin que pudiera leer su contenido.
El 19 de julio de 2013, las denuncias contra el general de división César Milani por la detención ilegal del expreso político Ramón Olivera ingresaron formalmente en la justicia de La Rioja, luego de que el denunciante ratificara la denuncia que formuló a la Comisión de Derechos Humanos de la provincia, incluida en el informe conocido como el Nunca Más riojano en 1984.
Como respuesta, el general César Milani dijo que existe una «campaña mediática de desprestigio» en su contra. Según sus dichos, «cada uno de los hechos que estos difamadores profesionales han hecho trascender en los medios son falsos» y que «algunos medios de comunicación en forma malintencionada y montando una campaña de desprestigio y difamatoria con el objetivo de perjudicar mi trayectoria militar y mi buen nombre y honor, y por consiguiente la imagen del Ejército».
El Partido Comunista, la Asociación de Maestros y Profesores de La Rioja y Madres de Plaza de Mayo Filial La Rioja consideraron que hay pruebas suficientes que lo involucran en la represión ilegal como para que se le dicte la prisión preventiva.
El 17 de febrero de 2017 quedó detenido, a causa de su presunta participación en los casos de Pedro Olivera, Alfredo Olivera y Verónica Matta. En marzo de 2017 fue procesado por la Justicia Federal como integrante de una asociación ilícita que secuestró y torturó personas y fue embargado por la suma de un millón de pesos por el secuestro de Pedro y Alfredo Olivera.
El 9 de agosto de 2019 el Tribunal Federal absolvió a Milani de todos los cargos y en la noche del mismo día fue puesto en libertad.

### Denuncia por participación en la desaparición de Gustavo Cortiñas
Nora Cortiñas presentó un habeas corpus por la desaparición de su hijo, en el Juzgado de Instrucción 23 del juez Roberto Oscar Ponce, pidiendo que se investigue por este hecho al teniente general César Milani.

### Denuncias por espionaje ilegal
Milani fue denunciado en varias oportunidades por «espionaje» a políticos opositores y periodistas, así como de «supuesta inteligencia interna». Se lo ha vinculado a compras del Ejército de tecnología de vigilancia.
En 2013, desde la presidencia, se asignaron 1375 millones de pesos extra para el Ejército a través de un Decreto.
El área de Inteligencia dependiente de Milani, recibió 400 millones de pesos con partidas presupuestarias sin control. Cuando en a mediados del mismo año fue promovido a Jefe del Ejército, desde presidencia se aumentó el presupuesto destinado para realizar inteligencia con control directo de la Casa Rosada. El dinero destinado a espionaje, para el área de Inteligencia del Ejército, tuvo un aumento de un 31,8% mientras que la Secretaría de Inteligencia (ex Side) tuvo un aumento del 16%.
En diciembre del mismo año el Juez Federal Ercolini ordenó el allanamiento de la sede de Milani en el Ejército. Se lo denunció por supuestas «intervenciones» de los teléfonos de 202 personas. Sin embargo, una pericia demostró que 33 de esos personajes tenían troyanos (software malicioso) en sus teléfonos, aunque no se determinó la relación con el caso.

### Denuncia por enriquecimiento ilícito
Milani fue denunciado por los diputados Elisa Carrió y Fernando Solanas por enriquecimiento ilícito. En la denuncia aseveran que, a pesar de que siempre trabajó para el estado, posee una propiedad supuestamente «valuada en $ 2 600 000 en el mercado»; un auto de alta gama, Alfa Romeo. Además, agregan que el patrimonio declarado un patrimonio de $ 1 785 889 en 2011, pese a que su salario del Estado fue de $ 15 000 mensuales en dicho año.
Milani demandó a los diputados por calumnias e injurias.
En octubre de 2013, los diputados Graciela Ocaña y Manuel Garrido lo denunciaron por aparentes irregularidades por compra de alimentos para la fuerza en el Mercado Central.
El hijo del fallecido general de división Antonio Bussi, comandante del Operativo Independencia, Ricardo Bussi, señaló que «Respecto a Milani sólo puedo decir que para mi padre era uno de sus subordinados más comprometidos. Lamento entonces que un soldado que supo defender al país con honor, ahora se vea envuelto en escándalos por enriquecimiento ilícito y a la vez pretenda conducir a las FF.AA. (o lo que queda de ellas) en el marco de la “chavización” de las mismas». Días después, respecto a los dichos de Ricardo Bussi, el general de división Milani dijo «el hijo de Bussi dice que su padre me valoraba. No lo vi jamás a Bussi en Tucumán, lo vi dos veces en una formación, de lejos en Córdoba. Maltrataba a los coroneles, así que fíjese si le iba a dar bolilla a un subteniente de 21 años».
En 2016 se lo denunció por la desaparición de una flota de vehículos destinados, supuestamente, a realizar espionaje de políticos opositores, por valor de 36 millones de dólares y equipados con alta tecnología de intercepción de comunicaciones y sistemas de video de visión nocturna.
En diciembre del mismo año quedó procesado por el delito de enriquecimiento ilícito. En septiembre de 2017 se elevó la causa a tribunal oral.

## Condecoraciones y distintivos
Durante su carrera ha recibido numerosas condecoraciones y distintivos:
- Estrella de Carabobo, otorgada por el jefe del Ejército Bolivariano.[102]
- Oficial de Estado Mayor Escuela Superior de Guerra (Argentina)
- Escuela de Defensa Nacional
- Oficial de Inteligencia
- Distintivo Paracaidista Militar
- Cruz Peruana al Mérito Militar
- Medalla al Pacificador, otorgada por el ministro de Ejército de la República Federativa del Brasil.
- Medalla al Mérito de Ingenieros
- Distintivo Ejercicio de Comando
- Servicio en Institutos Militares de Formación
- Distintivo Julio Argentino Roca por años de servicio en el sur
- Distintivo Tropa de Montaña
- Distintivo años de Servicio
- Esquiador Militar 3.ª Categoría